# Épagne-Épagnette
Épagne-Épagnette ist eine nordfranzösische Gemeinde mit 515 Einwohnern (Stand 1. Januar 2022) im Département Somme in der Region Hauts-de-France. Die Gemeinde liegt im Arrondissement Abbeville, in der Communauté d’agglomération de la Baie de Somme und im Kanton Abbeville-2.

## Geographie
Der bebaute Teil der sich im Norden über die Autoroute A16 hinaus erstreckenden Gemeinde mit Épagnette im Westen und Épagne im Osten liegt am rechten (nördlichen) Ufer der Somme, während die Gemeinde im Süden über die Talaue der Somme reicht. Ein Windpark liegt auf den Anhöhen nördlich der Somme und erstreckt sich über die östlichen Nachbargemeinden Eaucourt-sur-Somme und Pont-Remy. Das Gemeindegebiet liegt im Regionalen Naturpark Baie de Somme Picardie Maritime.

## Geschichte
Im Jahr 1178 wurde die Abtei Notre-Dame d’Épagne gegründet. Épagne und Épagnette besaßen je ein Schloss unweit der Somme. Auch die Abtei wurde später ein Schloss.
| 1962 | 1968 | 1975 | 1982 | 1990 | 1999 | 2006 | 2018 |
| ---- | ---- | ---- | ---- | ---- | ---- | ---- | ---- |
| 412  | 441  | 469  | 408  | 581  | 552  | 571  | 537  |

## Sehenswürdigkeiten

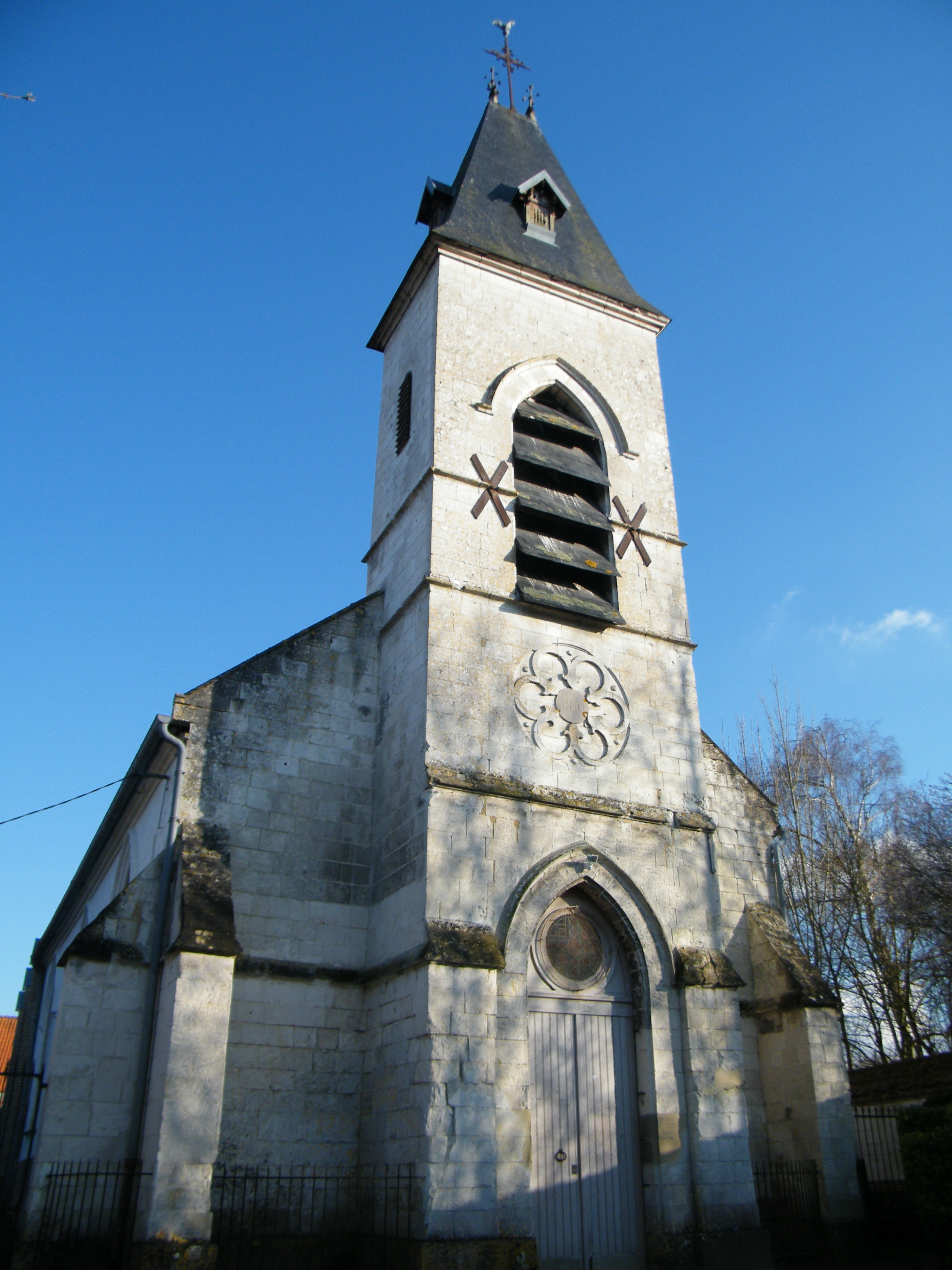
Kirche Saint-Vulfran

- Kirche Saint-Vulfran
- Kirche Saint-Michel in Épagnette[1]